# Nils Middelboe
Nils Middelboe, född 5 oktober 1887 i Brunnby, död 21 september 1976 i Frederiksberg, var en dansk fotbollsspelare. Han deltog med det danska laget i OS 1908 i London och gjorde då det första målet för det danska landslag i en officiell landskamp. Han deltog också i de följande två OS-turneringarna, 1912 och 1920. Dessutom var han när han 1913 flyttade till London, den första utländska spelaren någonsin i Chelsea FC. Middelboe var i hela sin karriär amatörspelare, och blev efter karriären tränare.

## Biografi
Nils Middelboe flyttade som 4-åring med sin familj från Brunnby i Skåne till Köpenhamn 1891. Han hade tre äldre bröder och en syster. Han blev dansk medborgare 26 februari 1910. 
Middelboe började med fotboll i Kjøbenhavns Boldklub 1903, där spelade han tillsammans med sina två äldre bröder. Förutom fotboll höll Middelboe också på med friidrott, och han var bland annat dansk mästare i tresteg och 4 x 100 meter. Han satte danskt rekord i såväl tresteg som på 800 meter.
Som fotbollsspelare var Middelboe halvback. Han blev, trots att han ännu var svensk medborgare uttagen till det danska landslaget som deltog i OS i London 1908, där det danska landslaget spelade sina första officiella matcher. Han gjorde Danmarks första officiella mål i matchen mot  Frankrikes B-lag, en match Danmark vann med 9–0. Sammanlagt spelade han under perioden 1908–1920 15 landskamper där han gjorde 7 mål. Med landslaget vann han två silvermedaljer; vid OS 1908 och 1912. Han vann under perioden 1904–1913 fyra Köpenhamnsmästerskap och avslutade den danska delen av sin karriär med att vinna det första danska mästerskapet för KB då mästerskapet instiftades 1913. 
Middelboe skrev 1913 ett kontrakt med Newcastle United FC, men fick av klubbens ledning tillstånd att byta till Chelsea innan han hade spelat för klubben. Han flyttade till London, och här skrev han in sig i Chelsea FC, där han spelade fram till 1923, hela tiden som amatör, även om han kunde ha tjänat en anständig summa om han blivit professionell. Han var utbildad advokat och arbetade som avdelningschef på en bank i London, och han uttalade själv att han inte var "fotbollstokig", så bankkarriären kom först. Han fick också ett program, så han inte behövde spela bortamatcher. Trots denna inställning blev Middelboe redan i sin första match, 15 november 1913, utsedd till lagkapten. Han kom att spela 175 matcher för Chelsea och var klubbens första icke brittiska spelare. Han spelade därefter i två amatörklubbar; London Kor och London Casuals FC, och satt i dessa klubbars styrelse innan han avslutade sin karriär 1926. Därefter var han direktör i Clapton Orient en säsong. På inbjudan av det engelska fotbollsförbundet höll han flera föredrag om fotboll. 
Nils Middelboe vände 1936 tillbaka till Danmark där han blev sekreterare och tränare för KB och samtidigt utnämnts till hedersmedlem. Under perioden med honom som tränare vann KB det danska mästerskapet 1940. 
Nils Middelboe var yngre bror till fotbollsspelarna Einar och Kristian Middelboe.